# Begiz Begi
Begiz Begi est un groupe français de folk rock, originaire d'Anglet, Labourd, dans les Pyrénées-Atlantiques.

## Histoire
Le groupe est formé en tant que duo, puis évolue en tant que quintet composé de guitares, basse, batterie, violon. Son nom signifie « Face à face » en basque. Au fil des ans, le groupe joue un peu partout dans le Pays basque, en Corse et même en 2015 en Californie, aux États-Unis. 
Un premier album sort en 2013, intitulé Nora joan?, qui est notamment mis en avant par l'Institut culturel basque. Ils sortent leur deuxième album, Hatsa, en 2016. Pour France 3 Régions, « les compositions sont le fruit de leur travail en commun, traversées par toutes les influences musicales qui les nourrissent ».

## Discographie
- 2013 : Nora joan? (Miraila Produkzioak)
- 2015 : Joan ihes egin baino lehen (auto-produit)
- 2016 : Hatsa (Baga-Biga)